# Hải Đông, Móng Cái
Hải Đông là một xã thuộc thành phố Móng Cái, tỉnh Quảng Ninh, Việt Nam.
Xã Hải Đông có diện tích 62,17 km², dân số năm 1999 là 6238 người, mật độ dân số đạt 100 người/km².